# Кучаново
Куча́ново (рос. Кучаново, башк. Күсән) — село у складі Аскінського району Башкортостану, Росія. Входить до складу Ключівської сільської ради.
Населення — 127 осіб (2010; 175 у 2002).
Національний склад:
- татари — 82 %